# Christina Robertson
Christina Robertson o Christina Saunders (Kinghorn, 17 de diciembre de 1796 - San Petersburgo, 30 de abril de 1854) fue una artista escocesa que se convirtió en pintora de la corte rusa. Fue la primera mujer miembro honorario de la Royal Scottish Academy en 1829.

## Trayectoria
Saunders nació en Kinghorn en Fife (Escocia) en 1796. Se cree que su tío, George Sa(u)nders, la formó y lanzó su carrera en Londres. Sanders fue una exitosa pintora de retratos y en un inicio tuvo una cartera de clientes escoceses que le comisionaban miniaturas, pinturas al óleo y acuarelas. En 1823 exponía en la Real Academia Escocesa y estaba casada con James Robertson. En 1828 tenía su propio estudio y al año siguiente se convirtió en la primera mujer miembro honorario de la Royal Scottish Academy.
Durante la década de 1830 viajó sola por Europa y trabajó en París. Fue tentada a irse a San Petersburgo debido a la necesidad de reemplazar las pinturas perdidas en el incendio que destruyó el Palacio de Invierno en 1837. Robertson estuvo en la ciudad rusa desde 1839 hasta 1841, donde realizó una pintura completa de la emperatriz Alexandra y sus tres hijas: María, Olga y Alexandra. En 1841 fue nombrada miembro honorario de la Academia Imperial de las Artes.
Algunos de sus retratos fueron grabados en 1833 e incluidos en el libro "La galería de mujeres distinguidas", editado por John Burke. Murió en San Petersburgo, y dejó decenas de pinturas que son importantes aunque solo sea porque registran los retratos de figuras históricas. Se cree que no tuvo mayor fama a causa del deterioro de relaciones entre los imperios británico y ruso.

## Galería

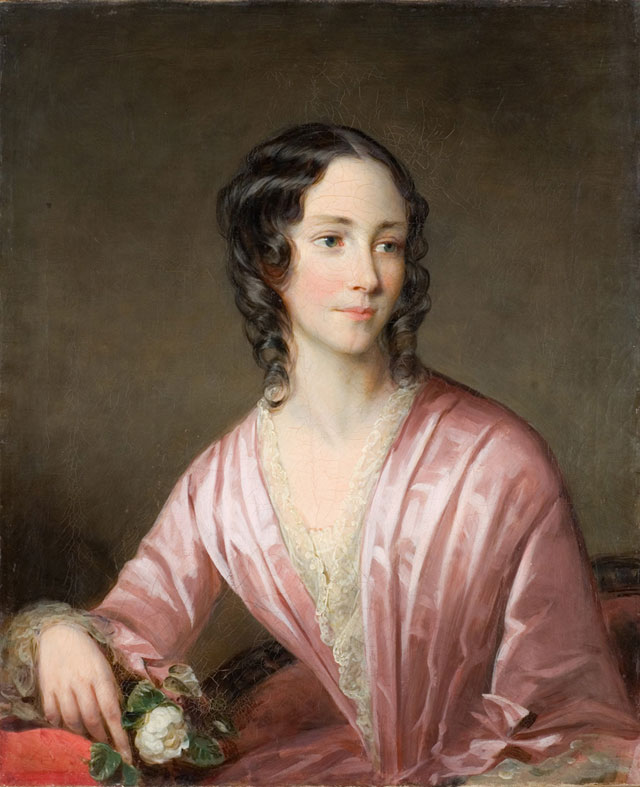
Zinaida Ivanovna Yusupova (1840)
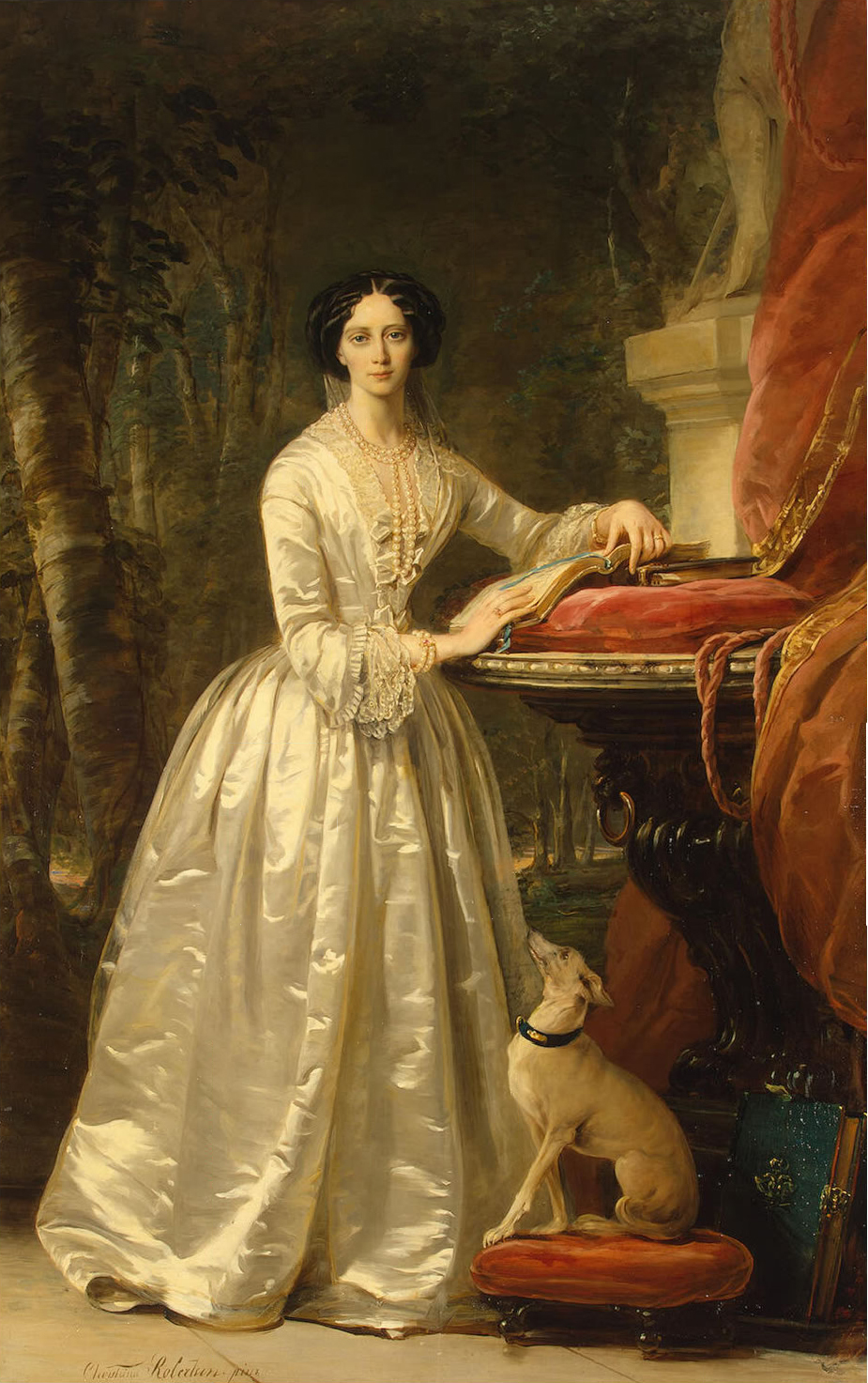
Maria Alexandrovna de Rusia (1849)
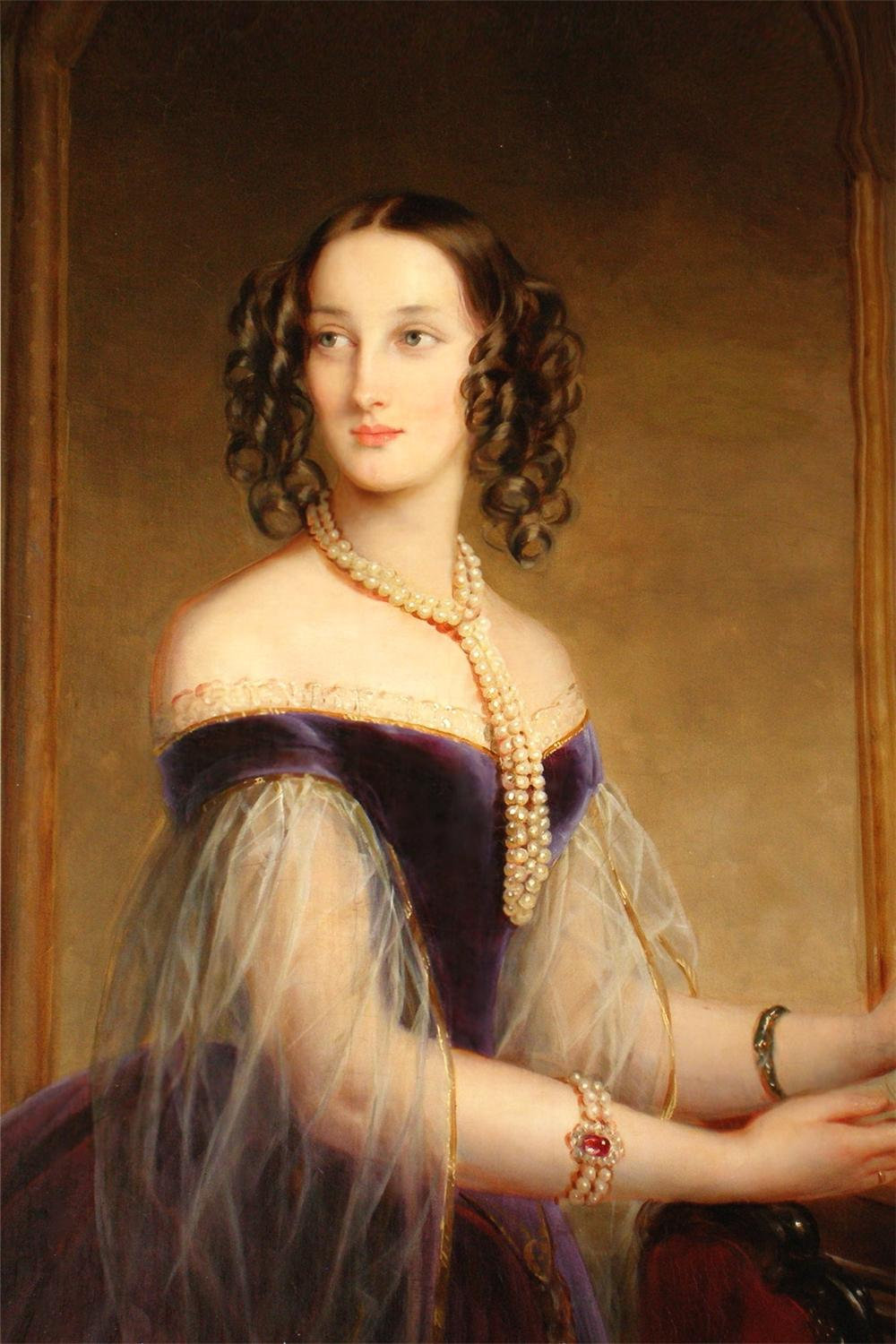
Maria Nikolaievna de Leuchtenberg (1841)
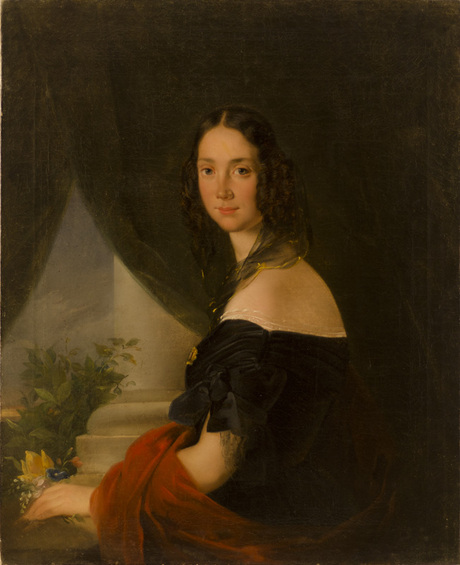
Retrato
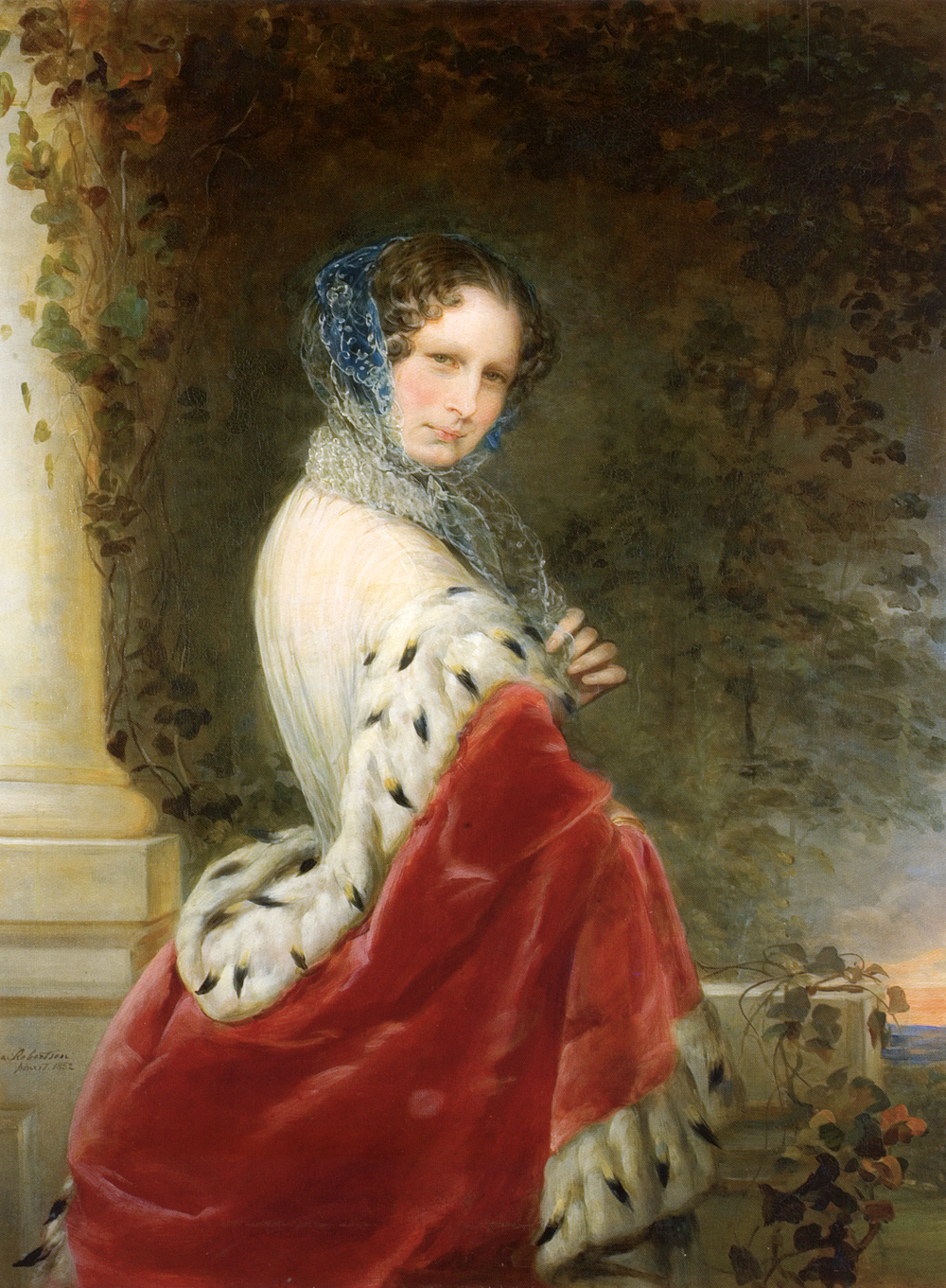
Retrato de la Emperatriz Alexandra Fyodorovna (1852)